# 条叶庭荠
条叶庭荠（学名：Alyssum linifolium）为十字花科庭荠属的植物。分布于巴勒斯坦、印度、西伯利亚、中亚、伊朗、欧洲以及中国大陆的新疆等地，生长于海拔550米至3,600米的地区，多生长在砾石戈壁和荒野，目前尚未由人工引种栽培。

## 别名
齿丝庭荠（中国高等植物图鉴）